# Roe IV Triplane
El Roe IV Triplane fue uno de los primeros aviones británicos, diseñado por Alliott Verdon Roe y construido por A.V. Roe and Company. Voló por primera vez en septiembre de 1910.

## Diseño y desarrollo
El Roe IV Triplane se parecía al Type III de Roe, siendo un triplano de configuración tractora con el ala inferior de menor envergadura que las dos superiores, y con un fuselaje de sección triangular arriostrado mediante cables, que estaba sin recubrir por detrás del asiento del piloto. El ala media estaba montada directamente sobre los larguerillos superiores, y existía un hueco entre el único larguerillo inferior y el ala inferior. Las alas estaban conectadas mediante cuatro pares de soportes interplanarios de separación variable a cada lado, estando los más interiores de cada lado justo por fuera de los larguerillos superiores, y el par más exterior conectando sólo el par de alas superiores, debido a la menor envergadura del ala inferior. Aunque los alerones instalados en los diseños anteriores habían sido satisfactorios, Roe volvió a la deformación del ala para el control lateral. Los planos de cola triplano sustentadores del diseño anterior fueron reemplazados por una única cola no sustentadora triangular con un elevador dividido y un pequeño timón sin equilibradores. El tren de aterrizaje consistía en un par de patines que se extendían por delante de la hélice, con un par de ruedas montado en cada patín, y un patín de cola de muelles. Estaba propulsado por un motor lineal Green de 26 kW (35 hp) de cuatro cilindros refrigerado por agua, con el radiador montado encima del fuselaje, entre los soportes interplanarios delanteros interiores.

## Historia operacional

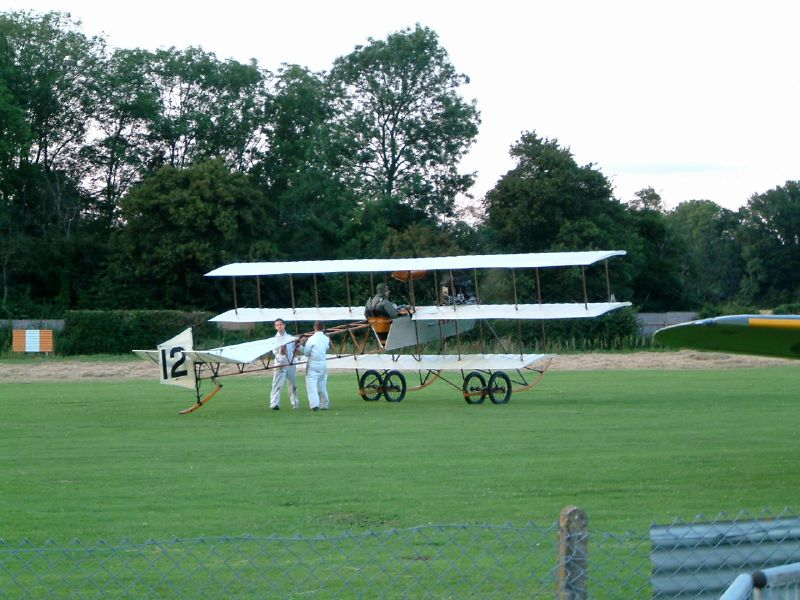
La réplica de Shuttleworth.

El único ejemplar construido fue usado por un tiempo como entrenador en la Escuela de Vuelo Avro en Brooklands, donde varios pilotos, que llegarían a ser famosos, aprendieron a volar en él, incluyendo a Howard Pixton, que obtuvo su certificado del Aero Club el 24 de enero de 1911. Durante su servicio como entrenador se estrelló numerosas veces, incluyendo al menos dos veces contra la notoria granja de aguas residuales de Brooklands. Después de un accidente el 14 de febrero, el avión fue reconstruido con el fuselaje alargado en 1,2 m. Continuó siendo usado en entrenamiento hasta agosto de 1911, cuando fue desguazado.
Se construyó una réplica volable a escala real para la película Aquellos chalados en sus locos cacharros de 1965 y posteriormente fue donado a la Shuttleworth Collection, donde permanece en estado de vuelo.

## Especificaciones (como voló inicialmente)
Referencia datos: Avro Aircraft since 1908

### Características generales
- Tripulación: Uno (piloto)
- Longitud: 9,1 m (29,9 ft)
- Envergadura: 9,75 m (superior), 9,75 m (media), 6,10 m (inferior)
- Superficie alar: 27,3 m² (293,9 ft²)
- Peso cargado: 295 kg (650,2 lb)
- Planta motriz: 1× motor lineal de cuatro cilindros refrigerado por agua Green C.4.
  - Potencia: 26 kW (36 HP; 35 CV)
- Hélices: Bipala de paso fijo

### Rendimiento
- Velocidad máxima operativa (Vno): 40 km/h (25 MPH; 22 kt)

## Aeronaves relacionadas

### Secuencias de designación
- Secuencia Romana (interna de Avro): ← I Triplane - II Triplane - III Triplane - IV Triplane